# Avricourt (Mosel·la)

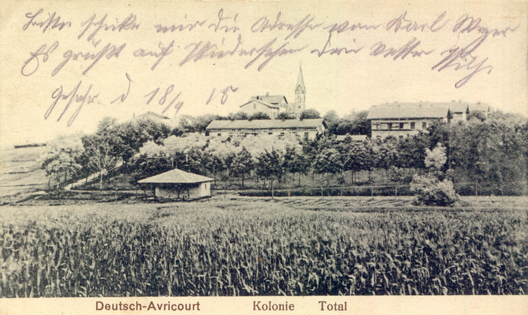
Avricourt el 1915

Avricourt (lorenès Avrico) és un municipi francès situat al departament del Mosel·la i a la regió del Gran Est. L'any 2007 tenia 662 habitants.

## Demografia

### Població
El 2007 la població de fet d'Avricourt era de 662 persones. Hi havia 268 famílies, de les quals 82 eren unipersonals (35 homes vivint sols i 47 dones vivint soles), 79 parelles sense fills, 87 parelles amb fills i 20 famílies monoparentals amb fills.
La població ha evolucionat segons el següent gràfic:
Habitants censats

### Habitatges
El 2007 hi havia 323 habitatges, 283 eren l'habitatge principal de la família, 10 eren segones residències i 30 estaven desocupats. 219 eren cases i 103 eren apartaments. Dels 283 habitatges principals, 197 estaven ocupats pels seus propietaris, 80 estaven llogats i ocupats pels llogaters i 7 estaven cedits a títol gratuït; 2 tenien una cambra, 11 en tenien dues, 57 en tenien tres, 65 en tenien quatre i 148 en tenien cinc o més. 225 habitatges disposaven pel capbaix d'una plaça de pàrquing. A 147 habitatges hi havia un automòbil i a 86 n'hi havia dos o més.

### Piràmide de població
La piràmide de població per edats i sexe el 2009 era:
| Homes | Edats   | Dones |
| ----- | ------- | ----- |
| 0     | 95 o +  | 0     |
| 0     | 90 a 94 | 2     |
| 6     | 85 a 89 | 7     |
| 6     | 80 a 84 | 6     |
| 12    | 75 a 79 | 19    |
| 18    | 70 a 74 | 27    |
| 15    | 65 a 69 | 16    |
| 17    | 60 a 64 | 21    |
| 22    | 55 a 59 | 17    |
| 15    | 50 a 54 | 19    |
| 30    | 45 a 49 | 25    |
| 25    | 40 a 44 | 27    |
| 22    | 35 a 39 | 19    |
| 20    | 30 a 34 | 28    |
| 15    | 25 a 29 | 13    |
| 12    | 20 a 24 | 13    |
| 19    | 15 a 19 | 20    |
| 24    | 10 a 14 | 23    |
| 18    | 5 a 9   | 20    |
| 13    | 0 a 4   | 15    |

## Economia
El 2007 la població en edat de treballar era de 410 persones, 287 eren actives i 123 eren inactives. De les 287 persones actives 227 estaven ocupades (135 homes i 92 dones) i 60 estaven aturades (29 homes i 31 dones). De les 123 persones inactives 45 estaven jubilades, 26 estaven estudiant i 52 estaven classificades com a «altres inactius».

### Ingressos
El 2009 a Avricourt hi havia 290 unitats fiscals que integraven 684,5 persones, la mediana anual d'ingressos fiscals per persona era de 14.757 €.

### Activitats econòmiques
Dels 25 establiments que hi havia el 2007, 1 era d'una empresa extractiva, 1 d'una empresa alimentària, 1 d'una empresa de fabricació d'elements pel transport, 6 d'empreses de construcció, 5 d'empreses de comerç i reparació d'automòbils, 1 d'una empresa de transport, 2 d'empreses d'hostatgeria i restauració, 1 d'una empresa financera, 1 d'una empresa immobiliària, 5 d'entitats de l'administració pública i 1 d'una empresa classificada com a «altres activitats de serveis».
Dels 9 establiments de servei als particulars que hi havia el 2009, 1 era una oficina de correu, 1 guixaire pintor, 1 fusteria, 2 lampisteries, 1 electricista, 1 perruqueria, 1 restaurant i 1 saló de bellesa.
Dels 2 establiments comercials que hi havia el 2009, 1 era una botiga de menys de 120 m² i 1 una fleca.
L'any 2000 a Avricourt hi havia 6 explotacions agrícoles que ocupaven un total de 606 hectàrees.

## Equipaments sanitaris i escolars
L'únic equipament sanitari que hi havia el 2009 era una farmàcia.
El 2009 hi havia una escola elemental integrada dins d'un grup escolar amb les comunes properes formant una escola dispersa.

## Poblacions més properes
El següent diagrama mostra les poblacions més properes.